# Distretto di Hamur
Il distretto di Hamur (in turco Hamur ilçesi) è uno dei distretti della provincia di Ağrı, in Turchia.